# Chrysopogon punctatus
Chrysopogon punctatus là một loài ruồi trong họ Asilidae. Chrysopogon punctatus được Ricardo miêu tả năm 1912.